# André François (peintre)
Pour les articles homonymes, voir François et André François.
André François, HonRDI, né André Farkas le 9 novembre 1915 à Temesvár en Hongrie, actuellement Timișoara en Roumanie et mort le 11 avril 2005 à Grisy-les-Plâtres en France, est un peintre, dessinateur, affichiste, illustrateur et sculpteur français.

## Biographie
André François est naturalisé français en 1939. Il se forme auprès de Cassandre. Dans le domaine de l’édition, il a illustré des livres de Céline, Jacques Prévert, Jarry, Raymond Queneau, Boris Vian, François David (Le Calumet de la paix). Dans le domaine de la presse, il a signé des campagnes publicitaires pour Télérama, Le Nouvel Observateur, Punch. Depuis 1963, il a collaboré régulièrement au New Yorker et, pendant près de 20 ans, à la revue de santé mentale VST.
Uni par une complicité avec Vincent Pachès pendant près de 25 ans, le rapport texte-image qu'ils élaborent s'exprime dans Le Bestiaire que le journal Le Monde publie chaque semaine pendant un an a été repris dans un ouvrage édité au Seuil (Scènes de ménagerie). Une grande rétrospective en 2003 à la Bibliothèque Forney a permis de prendre la mesure de l’importance considérable de son œuvre sur papier. 
Il est inhumé au cimetière de Grisy-les-Plâtres (Val-d'Oise).

## Postérité
Le Centre André-François a été créé en 2011 à la Médiathèque Jean-Moulin de Margny-lès-Compiègne à l'initiative de Janine Kotwica, l'une des meilleures spécialistes d'André François, auteure d'un blog documenté sur celui-ci.

## Expositions

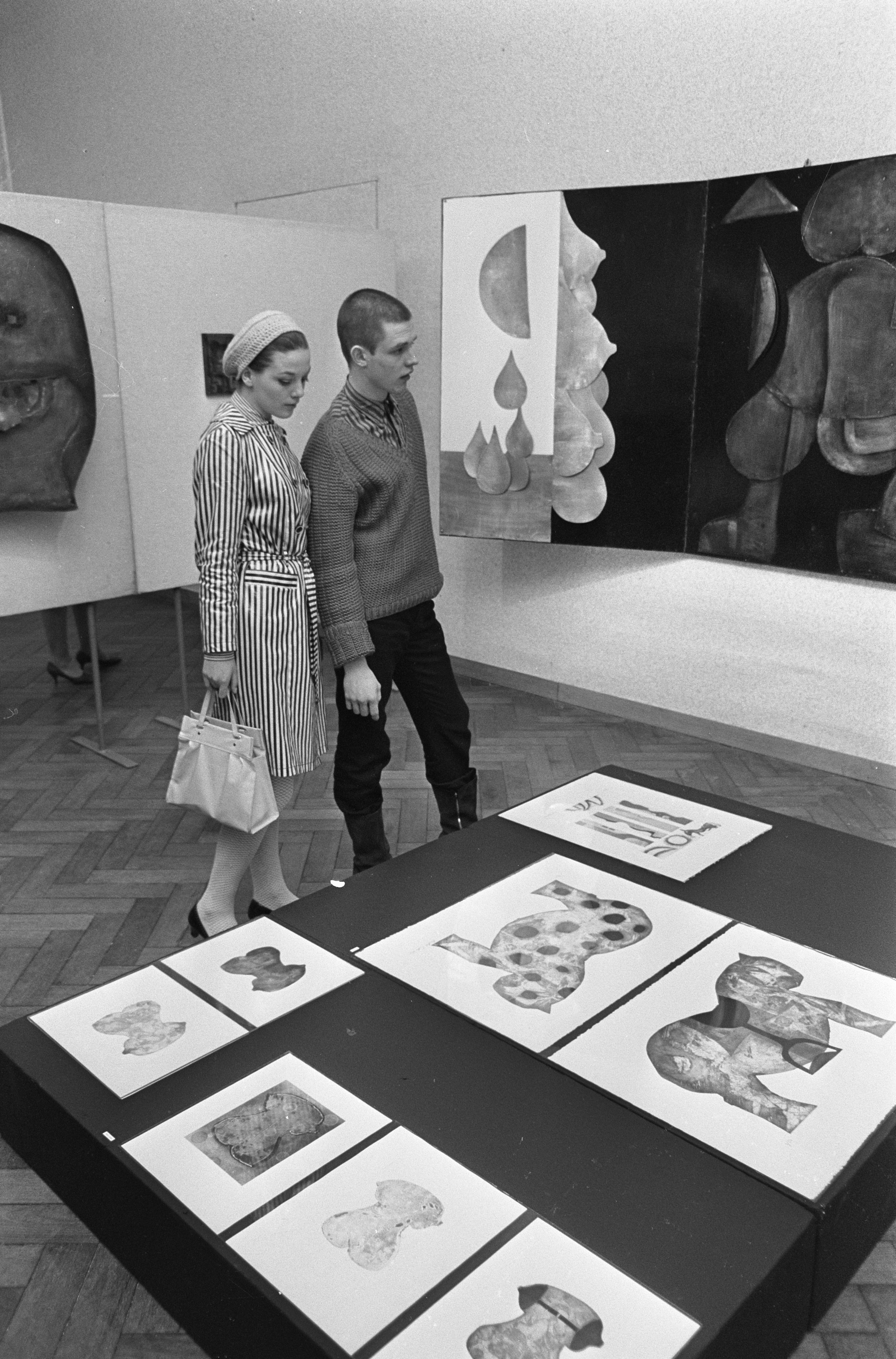
Exposition André François au musée municipal d'Amsterdam, en 1967.

- 1967 : André François, musée municipal d'Amsterdam (Stedelijk Museum Amsterdam).
- 1977, Palais des Papes (Avignon, France)
- 1986 , Palais de Tokyo (Paris, France)
- 2003 : rétrospective à la bibliothèque Forney (Paris, France)[3].
- 2004 : L'épreuve du Feu, Centre national d'art et de culture Georges-Pompidou (Paris, France)[4].
- 2009 : Atelier André Girard (Paris, Paris)[5].
- 2009 : Arles (France)[6].
- 2011 : André François, premières acquisitions, Centre André-François (Centre de ressources sur l'album et l'illustration, situé à Margny-lès-Compiègne)[7].
- 2012 : André François, Le Phoenix, Centre André-François (Centre de ressources sur l'album et l'illustration, situé à Margny-lès-Compiègne).
- 2013 : André François, Circus, Centre André-François (Centre de ressources sur l'album et l'illustration, situé à Margny-lès-Compiègne).
- 2014 : André François, Remember, Centre André-François (Centre de ressources sur l'album et l'illustration, situé à Margny-lès-Compiègne).
- 2015 : André François, fait son cinéma[8]. Centre André-François (Centre de ressources sur l'album et l'illustration, situé à Margny-lès-Compiègne).
- 2017 : Biennale des illustrateurs, Moulins[9].
- 2017 : Les illustrations des Lettres des îles Baladar sont parties prenantes d'une création théâtrale éponyme de Sylvie Hamelin[10], au Festival off d'Avignon.
- 2018 : André François et la publicité, 21 avril-24 octobre 2018, Centre de ressources sur l'album et l'illustration, situé à Margny-lès-Compiègne.
- 2023 : André François, illustrateur : calembredaines et turlutaines, du 8 octobre 2023 au 11 février 2024, Centre Daily-Bul & Co, La Louvière, Belgique[11],[12].

### Télévision
- Le Trésor des Hollandais, feuilleton télévisé en quatre épisodes, scénario et dialogues d'Odette Joyeux, réalisation de Philippe Agostini, chorégraphie de Michel Descombey sur une musique de Georges Auric, décors d'André François et Pierre Clayette, avec Claude Bessy, Jacques Fabbri, Jacques Dacqmine, Félix Marten et Robert Manuel, diffusé en août 1969.